# Chilenische Rugby-Union-Nationalmannschaft
Die chilenische Rugby-Union-Nationalmannschaft (spanisch Selección de rugby de Chile) ist die Nationalmannschaft Chiles in der Sportart Rugby Union und repräsentiert das Land bei allen Länderspielen (Test Matches) der Männer. Sie hat den Spitznamen Los Condores („die Kondore“), nach dem Andenkondor (Vultur gryphus), dem Nationalvogel des südamerikanischen Landes. Die organisatorische Verantwortung trägt der im Jahr 1953 gegründete Verband Federación Deportiva Nacional de Rugby (FDNR). Vom Weltverband World Rugby wird die chilenische Nationalmannschaft in die dritte Stärkeklasse (third tier) eingeteilt. Das Team gilt als die fünftbeste Nationalmannschaft auf dem amerikanischen Doppelkontinent (nach Argentinien, den Vereinigten Staaten, Kanada und Uruguay). Bisher wurden zwei chilenische Nationalspieler in die World Rugby Hall of Fame aufgenommen.
Das erste Test Match fand 1936 gegen Argentinien statt. 2022 qualifizierte sich Chile erstmals für eine Weltmeisterschaft und wurde damit das dritte südamerikanische Land, dem dies gelang; bei der WM 2023 verlor es jedoch alle Spiele in der Vorrunde. 2015 errang die Mannschaft erstmals den Titel des Südamerikameisters. Seit 2016 nimmt Chile an der jährlichen Americas Rugby Championship teil, zusammen mit der zweiten Mannschaft Argentiniens, Brasilien, Kanada, Uruguay und den USA.

## Organisation
Verantwortlich für die Organisation von Rugby Union in Chile ist die Federación Deportiva Nacional de Rugby (FDNR). Der Verband wurde 1953 unter dem Namen Federación Chilena de Rugby gegründet und ist seit 1991 Vollmitglied des International Rugby Football Board (IRFB; heute World Rugby). Er war außerdem im Jahr 1988 Gründungsmitglied des südamerikanischen Kontinentalverbandes CONSUR (heute Sudamérica Rugby).
Die höchste Rugby-Union-Liga des Landes ist die seit 1948 bestehende Primera Nacional TOP 10 mit zehn Mannschaften, die meisten davon aus der Hauptstadt Santiago de Chile oder deren Metropolregion. Einst kamen die meisten Spieler der Nationalmannschaft aus dieser Liga und waren Amateure. Seit 2020 gehören sie jedoch überwiegend dem Team Selknam an, das an der Profiliga Super Rugby Americas teilnimmt. Diese umfasst auch Teams aus Argentinien, Brasilien, Paraguay, Uruguay und den Vereinigten Staaten. Weitere Spieler sind vor allem in Frankreich oder in der nordamerikanischen Major League Rugby als Profisportler tätig.
Neben der eigentlichen Nationalmannschaft ruft die FDNR weitere Auswahlmannschaften zusammen. Wie andere Rugbynationen verfügt Chile über eine U20-Nationalmannschaft, die an den entsprechenden Weltmeisterschaften teilnimmt. Hinzu kommt Chile Sevens, die Nationalmannschaft für Siebener-Rugby. Kinder und Jugendliche werden bereits in der Schule an den Rugbysport herangeführt und je nach Interesse und Talent beginnt dann die Ausbildung.

## Geschichte

### Einführung und Verbreitung von Rugby
Die zu den Mapuche gehörenden Huilliche-Ureinwohner in der Región de Los Lagos und insbesondere im Chiloé-Archipel betreiben seit Jahrhunderten ein Linao genanntes Spiel, das gewisse Ähnlichkeiten mit Rugby aufweist. Dabei versuchen jeweils 15 bis 30 Spieler, einen mit Wolle oder Lumpen umwickelten Ball aus Seegras ins gegenüberliegende Tor zu befördern, das etwa zwei Meter breit ist und von einem Torhüter bewacht wird. Die balltragenden Spieler müssen über genügend Geschicklichkeit und Ausdauer verfügen, um allen Arten von Angriffen auszuweichen und standzuhalten.
Wie in anderen südamerikanischen Ländern wurde der Rugbysport Ende des 19. Jahrhunderts von britischen Einwanderern in chilenischen Hafenstädten eingeführt. Jahrzehntelang galt als gesichert, dass das erste dokumentierte Rugbypiel auf chilenischem Boden 1894 in Iquique im äußersten Norden des Landes stattfand. Damals traf die Besatzung eines britischen Frachtschiffs auf eine Mannschaft, die sich aus Angestellten von Salpeter-Bergbauunternehmen zusammensetzte. Daraufhin soll sich der Rugbysport allmählich südwärts nach Santiago de Chile und Valparaíso verbreitet haben. Neuere historische Forschungen deuten jedoch darauf hin, dass das erste Spiel bereits am 16. Juni 1892 in Coronel stattfand. Dort traf die Besatzung des britischen Kriegsschiffs HMS Warspite auf eine Mannschaft örtlicher Seeleute aus der Nachbarstadt Concepción. Bis in die 1930er Jahre war Rugby in Chile vor allem der Sport von Nachkommen britischer Einwanderer, und auch danach blieb er weitgehend der Oberschicht vorbehalten.

### Erste internationale Begegnungen
In Valparaíso fand am 20. September 1936 das erste Test Match der Chilenen gegen Argentinien statt, das mit 0:29 verloren ging; es war das erste Spiel zwischen zwei südamerikanischen Ländern. Eine Woche später folgte das nächste Test Match, das mit einer 3:31-Niederlage endete. 1938 unternahmen die Chilenen ihre erste Tour ins Nachbarland und trafen unter anderem zweimal auf die argentinische Nationalmannschaft, wobei beide Begegnungen nicht als Test Matches zählten. Die erste Begegnung mit Uruguay folgte am 5. August 1948. Sie fand auf neutralem Boden in Buenos Aires statt und endete mit dem ersten Sieg Chiles. Der Organisationsgrad erhöhte sich, als sich 1948 die Regionalverbände von Santiago de Chile und Valparaíso bildeten; im selben Jahr organisierten sie gemeinsam die erste chilenische Meisterschaft. 1953 entstand dann der nationale Verband Federación Chilena de Rugby, der sich seit 2015 Federación Deportiva Nacional de Rugby nennt.

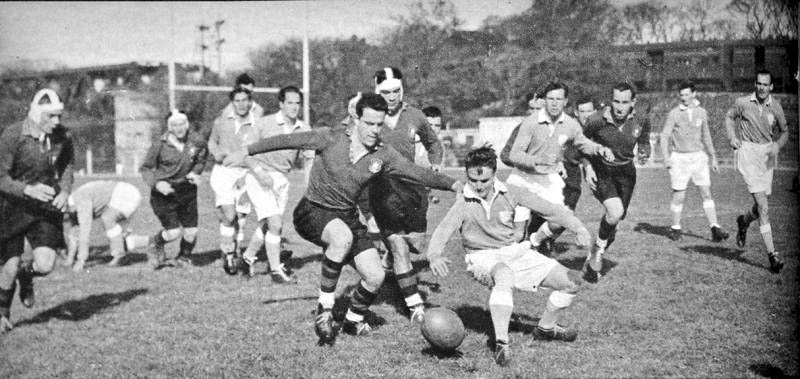
Chile gegen Uruguay während der Südamerikameisterschaft 1951

Im Februar 1951 hätten die Condores, wie die Mannschaft nach ihrem Emblem genannt wurde, an den ersten Panamerikanischen Spielen in Buenos Aires teilnehmen sollen, doch das Rugbyturnier kam aus organisatorischen Gründen nicht zustande. Es wurde auf September verschoben und nun als ABCU-Turnier bezeichnet (nach den vier Teilnehmerländern). Beim ersten Rugby-Kontinentalwettbewerb Südamerikas erreichten die Chilenen den dritten Schlussrang. Sie siegten deutlich gegen Brasilien, unterlagen Uruguay und Argentinien aber knapp. Sieben Jahre später wurde das Turnier nachträglich als erste Südamerikameisterschaft anerkannt. 1952 unternahm die irische Nationalmannschaft eine mehrwöchige Südamerika-Tour, wobei sie auch in Santiago Halt machte und die Gastgeber mit 30:0 schlug. Frankreich, ein weiteres Team der Five Nations, führte 1954 ebenfalls eine Tour durch und setzte sich mit 34:3 gegen die Condores durch. 1958 wurde Chile in der ersten von Anfang an so bezeichneten Südamerikameisterschaft Zweiter nach Siegen gegen Peru und Uruguay sowie einer Niederlage gegen Argentinien.
1959 unternahmen die Junior Springboks, die südafrikanische U20-Auswahl, eine Südamerikatour, die sie auch nach Santiago de Chile führte. Erwartungsgemäß waren die Condores völlig chancenlos und unterlagen 0:73. Ähnlich deutlich ging ein Gastspiel der Franzosen im folgenden Jahr aus. Bei der Südamerikameisterschaft 1961 unterlag Chile der argentinischen Mannschaft knapp, worauf deutliche Siege über Uruguay und Brasilien folgten. Enttäuschend verlief hingegen die Südamerikameisterschaft 1964 mit einem Unentschieden gegen Brasilien sowie Niederlagen gegen Uruguay und Argentinien, was gleichbedeutend mit dem vierten und letzten Platz war. 1966 waren die Gazelles zu Gast, eine Auswahl südafrikanischer Spieler unter 23 Jahren, die nicht der eigentlichen Nationalmannschaft angehörten. Doch auch dieses Reserveteam erwies sich den Condores als haushoch überlegen und setzte sich mit 73:3 durch. An der Südamerikameisterschaft 1967 nahmen nur drei Mannschaften teil, wobei Chile Uruguay schlug und wie üblich Argentinien unterlag. Genauso verlief auch die Südamerikameisterschaft 1969.

### Popularisierung des Rugbysports
Mit Ausnahme eines Besuchs der Junior Springboks 1975 traf Chile in den 1970er Jahren ausschließlich auf südamerikanische Mannschaften. Im Rahmen der Südamerikameisterschaft 1971, der ersten mit fünf Teilnehmern, unterlag Chile Argentinien und schlug Uruguay, woraufhin es erstmals auf Paraguay traf und sich mit 40:0 durchsetzte; zum Abschluss folgte ein deutlicher Sieg über Brasilien. Bei der Südamerikameisterschaft 1973 unterlag Chile Uruguay knapp und Argentinien deutlich, worauf es sich nach zwei Siegen gegen Brasilien und Paraguay mit dem dritten Platz zufriedengeben musste. In der Südamerikameisterschaft 1975 belegten die Condores nach Siegen gegen Brasilien, Paraguay und Uruguay sowie einer Niederlage gegen Argentinien den zweiten Platz. Nach Siegen über Paraguay und Brasilien sowie Niederlagen gegen Argentinien und Uruguay beendeten die Chilenen die Südamerikameisterschaft 1977 als Drittplatzierte. In der Südamerikameisterschaft 1979 waren sie nach Siegen gegen Brasilien und Paraguay sowie einem Unentschieden gegen Uruguay tabellenpunktgleich mit ebenjener Mannschaft hinter Argentinien, wiesen aber die schlechtere Spielpunktedifferenz auf.
1978 übernahm der Franzose Jean-Pierre Juanchich die Betreuung der Nationalmannschaft. Er machte es sich zusätzlich zur Aufgabe, mit viel Enthusiasmus den Rugbysport in Chile populärer zu machen und ihn aus seinem gesellschaftlichen Nischendasein zu befreien. Zu diesem Zweck reiste er im ganzen Land umher, brachte vielen Menschen Rugby näher und vermittelte ihnen auch die dazu gehörenden Werte. Während seines sechs Jahre dauernden Aufenthalts vergrößerte sich die Anzahl der Vereine von 14 auf 120. Fernando Paulsen, damaliger Kapitän der Nationalmannschaft, sagte über Juanchich: „Er war ein neuer Typ, der die Parameter veränderte; er kam mit einem völlig anderen Spielsystem nach Chile; alle Trainer haben sich an seine Spielweise angepasst.“
Während der Militärdiktatur von Augusto Pinochet unterhielt Chile enge Beziehungen zum Apartheid-Regime Südafrikas – nicht etwa aus ideologischen Überlegungen heraus, sondern wegen des gemeinsamen Status als international geächteter Pariastaat. Als das Nachbarland Argentinien sämtliche sportlichen Begegnungen mit Südafrika untersagte, bildete sich 1980 eine „Schattenmannschaft“ namens Sudamérica XV (auch Jaguares Sudamericanos genannt). Zwar setzte sie sich überwiegend aus Argentiniern zusammen, doch auch mehrere Chilenen gehörten ihr an. Die insgesamt fünf betroffenen Verbände erkannten die Mannschaft offiziell zwar nicht an, duldeten sie aber stillschweigend. Im Verlaufe der nächsten vier Jahre trat die Sudamérica XV achtmal gegen die Springboks, die südafrikanische Nationalmannschaft, an, konnte aber nur ein Spiel für sich entscheiden (am 3. April 1982 in Bloemfontein). Als die Condores im März und April 1983 erstmals außerhalb Südamerikas eine Tour unternahmen, führte diese ins sportlich isolierte Südafrika. Sie bestritten zehn Partien gegen verschiedene Auswahlteams, von denen sie drei gewannen; Test Matches standen jedoch nicht auf dem Programm. Ein halbes Jahr später stattete die Auswahl Südwestafrikas (heute Namibia) in Santiago de Chile einen Gegenbesuch ab.
Argentinien, der ungeschlagene Gewinner aller bisherigen Kontinentalmeisterschaften, verzichtete auf die Teilnahme an der Südamerikameisterschaft 1981. Das eröffnete den anderen Teilnehmern die Möglichkeit, erstmals den Titel zu erringen. Den Chilenen gelangen deutliche Siege über Brasilien und Paraguay, sie unterlagen aber Uruguay, das erstmals Südamerikameister wurde. Zwei Jahre später nahm Argentinien wieder teil und Chile belegte lediglich den dritten Platz hinter Argentinien und Uruguay; dasselbe Ergebnis erzielte das Team auch 1985. Ebenfalls im Jahr 1985 beschloss der International Rugby Football Board (IRFB; heute World Rugby), der damals noch sehr exklusiv war und nur acht Mitglieder zählte, die Einführung der Weltmeisterschaft. Für die erste Austragung 1987 vergab der IRFB neun Startplätze durch Einladungen, wobei Chile unberücksichtigt blieb. Bei den Südamerikameisterschaften 1987 und 1989 belegten die Condores erneut den dritten Platz hinter Argentinien und Uruguay. 1989 gehörte der chilenische Verband zu den Gründungsmitgliedern des Kontinentalverbandes CONSUR (heute Sudamérica Rugby), der 1989 in den IRFB aufgenommen wurde.

### Erste Teilnahmen an WM-Qualifikationen

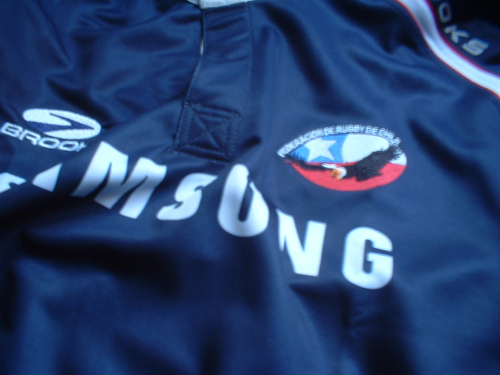
Chilenisches Rugbytrikot (2008)

Die Südamerikameisterschaft 1991 beendeten die Chilenen erneut als Drittplatzierte. Ebenfalls 1991 trat der Verband als Vollmitglied dem International Rugby Football Board bei, womit es der Nationalmannschaft möglich war, an WM-Qualifikationen teilzunehmen. Dies war zwei Jahre später erstmals der Fall, als die Südamerikameisterschaft 1993 gleichzeitig als erste Qualifikationsrunde für die Weltmeisterschaft 1995 diente. Da die Chilenen diesmal lediglich den vierten Platz belegten und somit das schlechteste Ergebnis seit 1964 erzielten, verpassten sie den Einzug in die nächste Runde deutlich. 1995 war Spanien die erste Mannschaft von außerhalb Südamerikas, das Chile für ein vollwertiges Test Match besuchte; die Gastgeber entschieden das Spiel mit 28:23 für sich. Hingegen verlief die anschließende Südamerikameisterschaft 1995 mit Platz vier wiederum enttäuschend. Zum Auftakt der im Herbst 1997 beginnenden Qualifikation für die Weltmeisterschaft 1999 gelangen den Chilenen leichte Siege gegen Bermuda, Trinidad und Tobago und Paraguay. Mit einer 14:20-Niederlage im April 1998 gegen Uruguay verpassten sie jedoch die letzte Qualifikationsrunde. Bei den Südamerikameisterschaften 1997 und 1998 belegte Chile den gewohnten dritten Platz.
Ab 2000 fanden die Südamerikameisterschaften jährlich statt, doch die Kräfteverhältnisse auf dem Kontinent schienen unverrückbar zu sein. Bis 2011 belegte Chile zwölfmal in Folge jeweils hinter Argentinien und Uruguay den dritten Platz. Bei der Austragung 2000 fehlten den Chilenen drei Punkte zum ersten Sieg gegen Argentinien, das damals jedoch mit einer Reserve-Auswahl und nicht mit der eigentlichen Nationalmannschaft antrat. Im April 2002, zu Beginn der Qualifikation für die Weltmeisterschaft 2003, gelangen den Condores zwei einfache Siege gegen Brasilien und Paraguay, worauf sie in die nächste Runde vorrückten. In dieser trafen sie auf Uruguay sowie erstmals überhaupt auf Kanada und die Vereinigten Staaten. Zwar resultierten zwei Heimsiege gegen Uruguay und die USA, doch mit insgesamt vier Niederlagen belegten sie den vierten und letzten Platz in ihrer Qualifikationsgruppe und schieden aus. Sie waren zwar punktgleich mit den USA, die ins interkontinentale Play-off gegen Spanien einzogen, gegen sie entschied aber die geringere Anzahl erzielter Versuche.
2004 und 2005 beteiligten sich die Chilenen am kurzlebigen Intercontinental Cup. Die in Südamerika stattfindende erste Austragung beendeten sie auf dem zweiten Platz hinter Uruguay. Bei der zweiten und zugleich letzten Austragung, die sie erstmals überhaupt nach Europa führte, resultierte nach Niederlagen gegen Georgien und Portugal der vierte und letzte Platz. Die erste Phase der Qualifikation für die Weltmeisterschaft 2007 schlossen sie im Oktober 2005 mit Siegen über Paraguay und Brasilien auf dem ersten Platz ab, die als zweite Qualifikationsrunde zählende Südamerikameisterschaft 2006 beendeten sie hingegen sieglos und verpassten somit das interkontinentale Play-off. Im April 2009 stieg Chile in der dritten Runde der Qualifikation für die Weltmeisterschaft 2011 ein, doch die Bemühungen um einen Startplatz waren von kurzer Dauer. Obwohl wieder ein Sieg gegen Brasilien gelang, bedeutete die darauf folgende Niederlage gegen Uruguay bereits das Ausscheiden.

### Erste Weltmeisterschaftsteilnahme

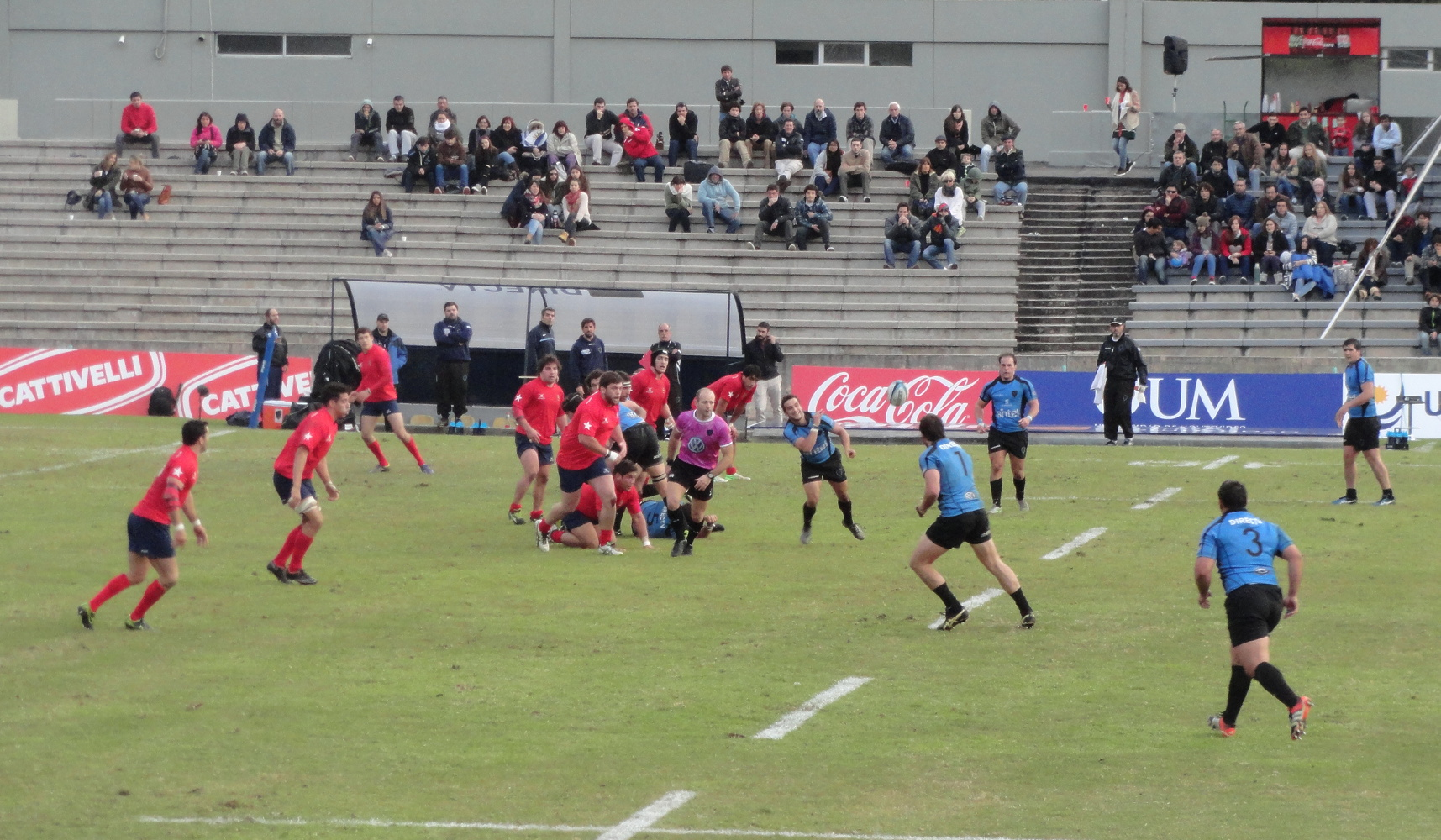
Chile gegen Uruguay während der Südamerikameisterschaft 2016

2010 gelang den Chilenen beinahe eine Überraschung, als sie drauf und dran waren, die erstmals zu Besuch weilende Mannschaft des Inselstaates Tonga zu schlagen, sich aber mit einer 30:32-Niederlage abfinden mussten. Im darauf folgenden Jahr schafften sie den ersten Sieg über Uruguay seit neun Jahren, womit sie die Südamerikameisterschaft 2011 auf dem zweiten Platz abschlossen. 2012 belegten sie wieder den üblichen dritten Platz, stießen aber trotzdem in die nächste Runde vor. Diese Südamerikameisterschaft, die gleichzeitig als Teil der WM-Qualifikation für die Weltmeisterschaft 2015 zählte, resultierte ein Sieg über Brasilien und eine Niederlage gegen Uruguay, was erneut das vorzeitige Ausscheiden zur Folge hatte. Ab 2014 nahm Argentinien aufgrund seines Wechsels in das Südhemisphärenturnier The Rugby Championship nicht mehr mit seiner dominanten Nationalmannschaft am jährlichen kontinentalen Turnier teil. Die Condores konnten die sich daraus ergebende Chance nicht nutzen und erreichten sogar ihren absoluten Tiefpunkt, als sie bei der Südamerikameisterschaft 2014 sowohl Brasilien als auch Paraguay unterlagen und den letzten Tabellenplatz belegten. Bereits ein Jahr später gelang es ihnen, diese Enttäuschung hinter sich zu lassen. Mit Siegen gegen Brasilien, Paraguay und Uruguay gewannen sie bei der Südamerikameisterschaft 2015 erstmals überhaupt den südamerikanischen Meistertitel.
Der 2009 eingeführte Wettbewerb Americas Rugby Championship, an dem zuvor verschiedene Reserve-Nationalmannschaften teilnahmen, erfuhr 2016 eine grundlegende Änderung. Nun traten die fünf besten Nationalteams des amerikanischen Doppelkontinents jährlich in einem Rundenturnier nach dem Vorbild der europäischen Six Nations aufeinander. Nur Argentinien blieb weiterhin mit den Reserven (den Jaguares) vertreten, um den Wettbewerb ausgeglichen zu gestalten. In der ersten Ausgabe im Februar und März 2016 erzielte Chile einen Heimsieg gegen Brasilien, bevor es ein anfangs enges Spiel gegen Argentinien in den letzten 20 Minuten aus der Hand gab und mit 15:52 unterlag. Es folgten Niederlagen gegen die USA, Uruguay und Kanada, so dass sie das Turnier auf dem letzten Tabellenplatz beendeten. Die Titelverteidigung bei der Südamerikameisterschaft 2016 misslang und Chile musste sich mit dem zweiten Platz hinter Uruguay zufriedengeben. Mit Niederlagen in allen fünf Spielen verlief auch die Americas Rugby Championship 2017 enttäuschend. Die anschließende Südamerikameisterschaft 2017 zählte als Qualifikation für die Weltmeisterschaft 2019; zwar siegte Chile gegen Brasilien und Paraguay, unterlag aber Uruguay, wodurch die Mannschaft den zweiten Platz belegte und ein weiteres Mal vorzeitig ausschied. Ebenfalls 2017 nahmen die Chilenen an der letzten Austragung des Cup of Nations teil, einem Entwicklungsturnier von Teams der zweiten und dritten Stärkeklasse; ein Sieg gegen Kenia sowie je eine Niederlagen gegen Russland und Hongkong ergaben den dritten Tabellenplatz.

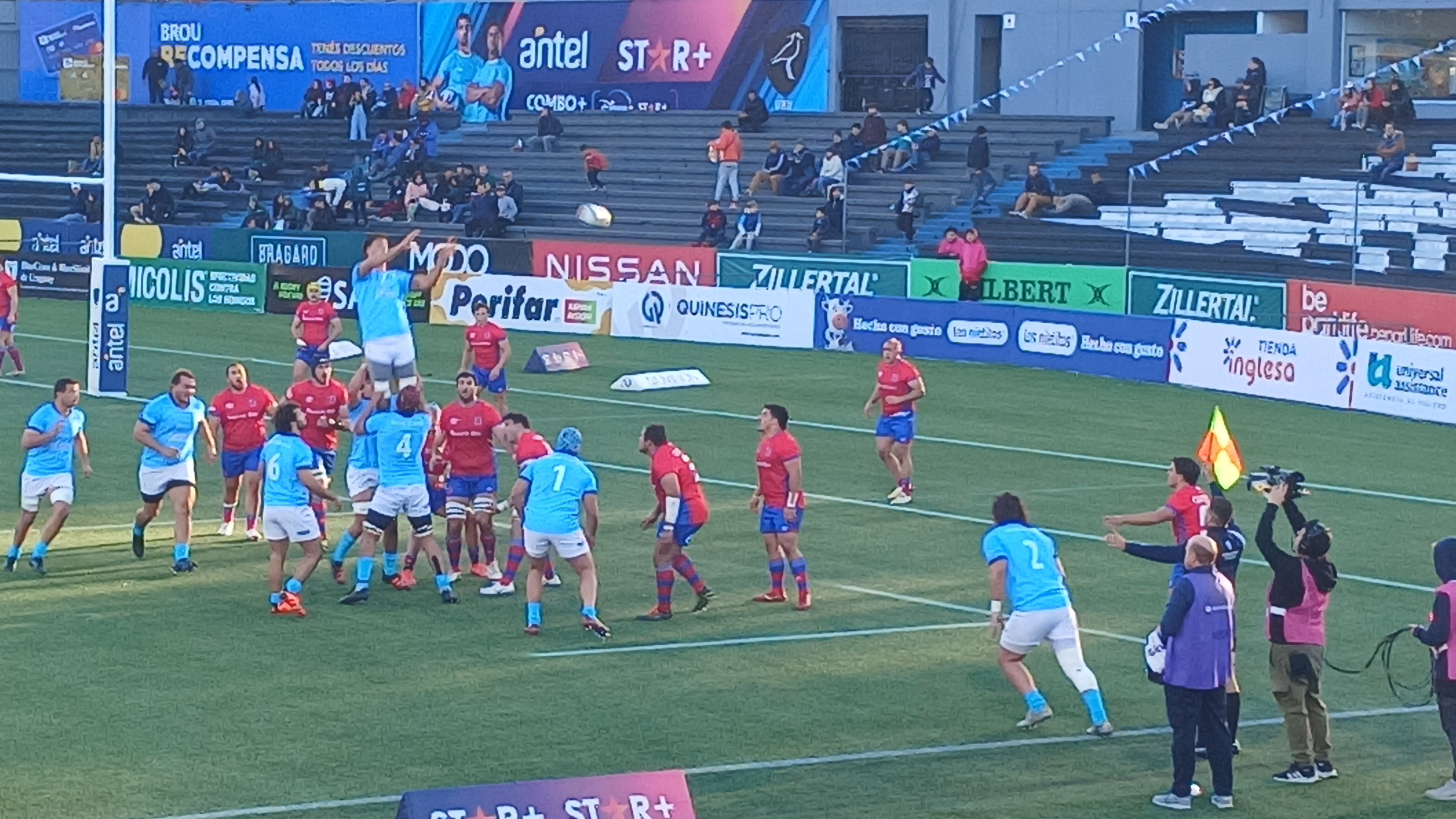
Aufwärmspiel vor der Weltmeisterschaft 2023 gegen Uruguay in Montevideo

Sowohl 2018 als auch 2019 klassierten sich die Chilenen bei der Südamerikameisterschaft auf Platz drei. In den beiden Jahren endete die Americas Rugby Championship mit je fünf Niederlagen ebenfalls enttäuschend. Nach dem Ausbruch der COVID-19-Pandemie Anfang 2020 konnte anderthalb Jahre lang kein einziges Test Match ausgetragen werden, auch fanden seither weder eine Südamerikameisterschaft noch eine Austragung der Americas Rugby Championship statt. Erst im Juli 2021, mit dem Beginn der Qualifikation für die Weltmeisterschaft 2023, griffen die Condores wieder ins internationale Spielgeschehen ein. Sie übersprangen die erste Runde, da die Mannschaft Kolumbiens wegen mehrerer COVID-19-Fälle nicht antreten konnte. In Runde 2 folgte ein Dreierturnier, bei dem Chile den zweiten Platz zwischen Uruguay und Brasilien belegte. Dieser berechtigte zur Teilnahme an einem Play-off gegen Kanada. Auf eine knappe 21:22-Auswärtsniederlage folgte ein 33:24-Heimsieg, was das Vorrücken in die Runde 3 gegen die Vereinigten Staaten ermöglichte. Die Entscheidung in diesem entscheidenden Play-off fiel äußerst knapp aus: Während das Hinspiel in Santiago de Chile mit 21:22 verloren ging, endete das Rückspiel in Glendale (Colorado) mit einem 31:29-Sieg. Somit setzten sich die Chilenen mit einem Spielpunkt Differenz gegen den Favoriten durch und schafften im achten Anlauf erstmals die Qualifikation für eine WM-Endrunde. Experten gingen im Vorfeld allgemein davon aus, dass die Chilenen sieglos bleiben würden, da sie mit der Qualifikation bereits ihre Möglichkeiten ausgeschöpft hätten. Den Erwartungen entsprechend resultierten vier deutliche Niederlagen gegen Japan (12:42), Samoa (10:43), England (0:71) und Argentinien (5:59), die das Aus in der Vorrunde bedeuteten. Gegen Japan, Samoa und England spielten die Chilenen erstmals, während das Spiel gegen Argentinien das erste südamerikanische Duell bei einer Weltmeisterschaft überhaupt war.

## Trikot, Logo und Spitzname

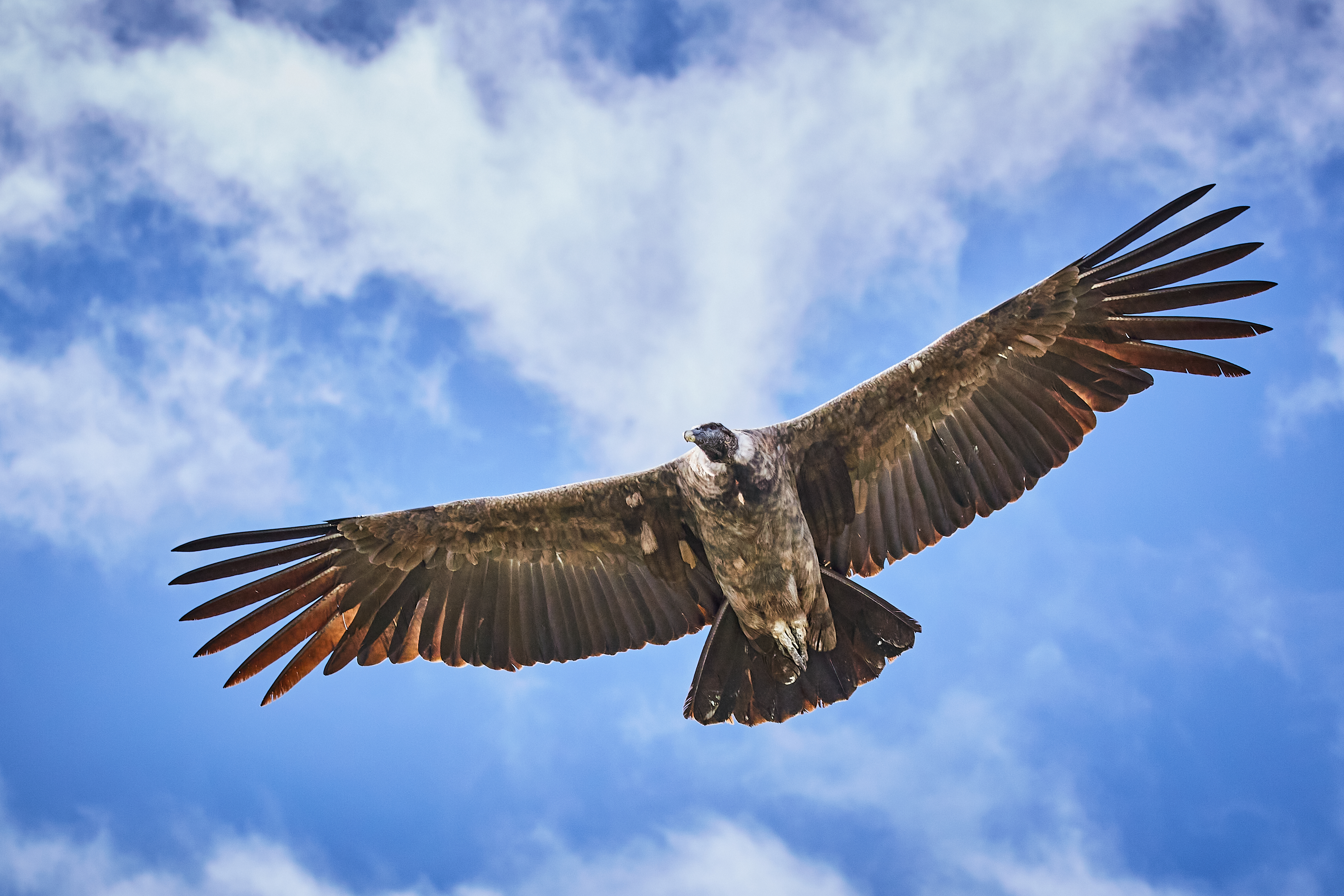
Vom Andenkondor abgeleitet ist das Emblem des Nationalteams

Die Nationalmannschaft Chiles spielt traditionell in roten Trikots mit blauen Farbakzenten, blauen Hosen und blau-rot-gestreiften Socken. Das Auswärtstrikot ist weiß mit blauen Farbakzenten, weißen Hosen und rot-weiß-gestreiften Socken.
Aktueller Trikotausrüster der chilenischen Nationalmannschaft ist der englische Sportartikelhersteller Umbro und Trikotsponsor sind Inversiones Latam sowie Peugeot. Auf den Trikots erscheint das Verbandslogo auf der rechten Seite, das Ausrüsterlogo links und das Sponsorenlogo in der Mitte.
Das Logo des Verbandes Federación Deportiva Nacional de Rugby, das auch auf dem Trikot zu sehen ist, zeigt einen Andenkondor auf rotem Grund. Der Spitzname der Nationalmannschaft lautet Los Condores, abgeleitet vom spanischen Namen dieses in Südamerika weit verbreiteten Vogels aus der Familie der Neuweltgeier.

## Stadion

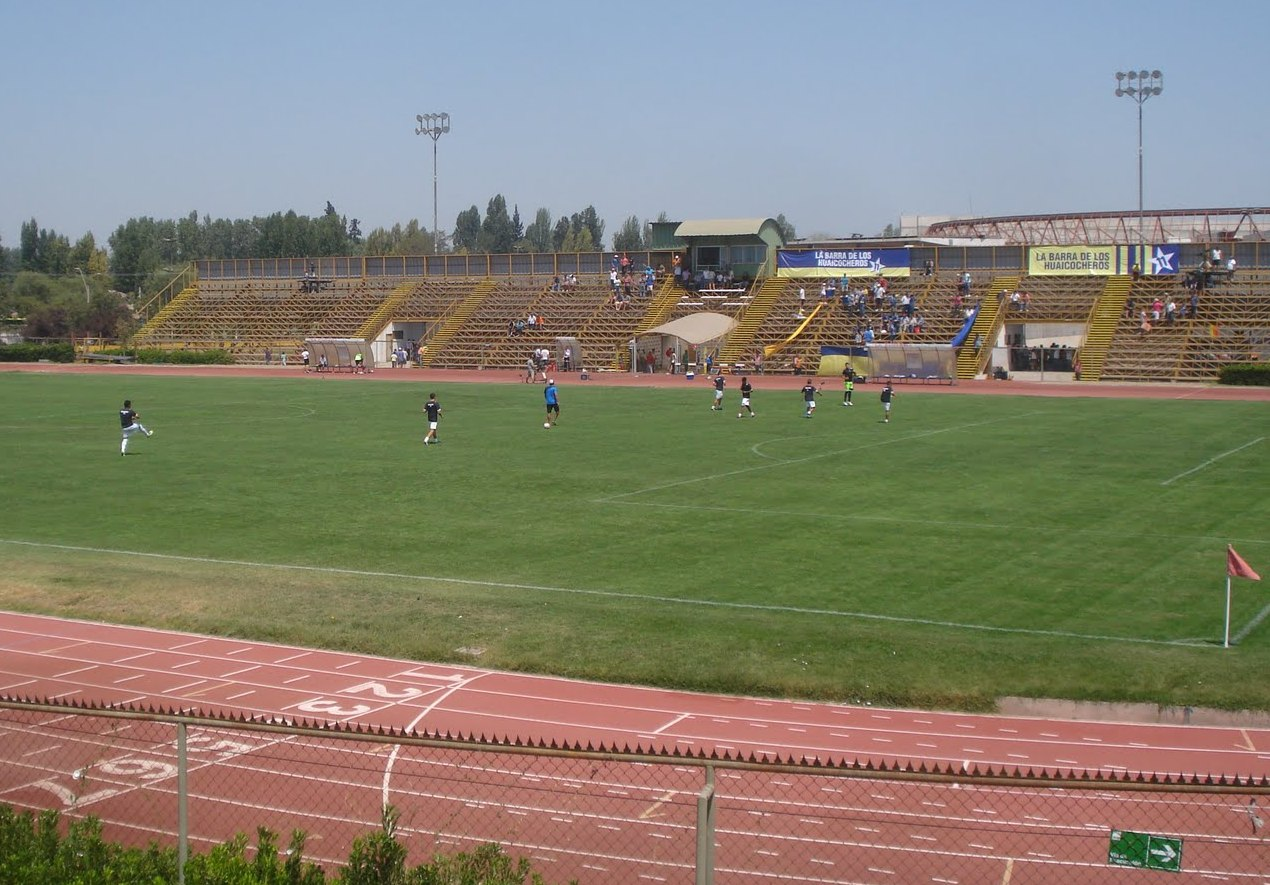
Das Estadio Municipal de La Pintana in Santiago de Chile, Heimstadion der Nationalmannschaft

Das Heimstadion der chilenischen Nationalmannschaft ist das Estadio Municipal de La Pintana in der Hauptstadt Santiago de Chile mit einer Kapazität von 6.000 Zuschauern. Es ist Eigentum der Gemeinde La Pintana, die es dem Rugbyverband zur Benutzung zur Verfügung stellt. Hier werden fast alle Heimspiele der Nationalmannschaft, des Selknam-Franchise, die meisten Spiele der Meisterschaft sowie andere Rugbyveranstaltungen durchgeführt. Zweiter Hauptnutzer ist der Fußballverein CD Santiago Morning und auch die Chilenische Fußballnationalmannschaft der Frauen trägt hier ihre Heimspiele aus.
Andere Spielstätten sind das Estadio Playa Ancha in Valparaíso, Club Everton und das Estadio Sausalito in Viña del Mar, Old John’s in Concepción und das Estadio La Granja in Curicó. Bisher bestritt die Nationalmannschaft elf Heimspiele außerhalb der Hauptstadt, zuletzt 2023 in Valparaíso.

## Test Matches
Chile hat 86 seiner bisher 203 Test Matches gewonnen, was einer Gewinnquote von 42,36 % entspricht. Die Statistik der Test Matches Chiles gegen alle Nationen, alphabetisch geordnet, ist wie folgt (Stand: 12. August 2025):
| Land                | Spiele | Gewonnen | Unent- schieden | Verloren | % Siege |
| ------------------- | ------ | -------- | --------------- | -------- | ------- |
| Argentinien         | 32     | 0        | 0               | 32       | 0,00    |
| Belgien             | 1      | 1        | 0               | 0        | 100,00  |
| Bermuda             | 1      | 0        | 0               | 1        | 100,00  |
| Brasilien           | 33     | 26       | 2               | 5        | 78,79   |
| Deutschland         | 1      | 1        | 0               | 0        | 100,00  |
| England             | 1      | 0        | 0               | 1        | 0,00    |
| Georgien            | 2      | 1        | 0               | 1        | 50,00   |
| Hongkong            | 2      | 1        | 0               | 1        | 50,00   |
| Japan               | 1      | 0        | 0               | 1        | 0,00    |
| Kanada              | 9      | 2        | 0               | 7        | 22,22   |
| Kenia               | 1      | 1        | 0               | 0        | 100,00  |
| Namibia             | 1      | 0        | 0               | 1        | 0,00    |
| Niederlande         | 1      | 0        | 0               | 1        | 0,00    |
| Paraguay            | 30     | 29       | 0               | 1        | 96,67   |
| Peru                | 2      | 2        | 0               | 0        | 100,00  |
| Portugal            | 4      | 0        | 0               | 4        | 0,00    |
| Russland            | 3      | 2        | 0               | 1        | 66,67   |
| Rumänien            | 3      | 1        | 0               | 2        | 33,33   |
| Samoa               | 1      | 0        | 0               | 1        | 0,00    |
| Schottland          | 1      | 0        | 0               | 1        | 0,00    |
| Spanien             | 6      | 2        | 0               | 4        | 33,33   |
| Südkorea            | 2      | 1        | 0               | 1        | 50,00   |
| Tonga               | 2      | 0        | 0               | 2        | 0,00    |
| Trinidad und Tobago | 1      | 1        | 0               | 0        | 100,00  |
| Uruguay             | 53     | 11       | 1               | 41       | 20,75   |
| Venezuela           | 1      | 1        | 0               | 0        | 100,00  |
| Vereinigte Staaten  | 8      | 2        | 0               | 6        | 25,00   |
| Gesamt              | 203    | 86       | 3               | 114      | 42,36   |

## Erfolge

### Weltmeisterschaften
Chili hat bisher an einer Weltmeisterschaft teilgenommen. Dabei schied man 2023 ohne Sieg bereits in der Vorrunde wieder aus.
| Jahr | Resultat                                              | Spiele                                                | Siege                                                 | Unent.                                                | Ndlg.                                                 | +/-                                                   | Punkte                                                |
| ---- | ----------------------------------------------------- | ----------------------------------------------------- | ----------------------------------------------------- | ----------------------------------------------------- | ----------------------------------------------------- | ----------------------------------------------------- | ----------------------------------------------------- |
| 1987 | nicht eingeladen                                      | nicht eingeladen                                      | nicht eingeladen                                      | nicht eingeladen                                      | nicht eingeladen                                      | nicht eingeladen                                      | nicht eingeladen                                      |
| 1991 | nicht teilgenommen                                    | nicht teilgenommen                                    | nicht teilgenommen                                    | nicht teilgenommen                                    | nicht teilgenommen                                    | nicht teilgenommen                                    | nicht teilgenommen                                    |
| 1995 | nicht qualifiziert (1. Qualifikationsrunde)           | nicht qualifiziert (1. Qualifikationsrunde)           | nicht qualifiziert (1. Qualifikationsrunde)           | nicht qualifiziert (1. Qualifikationsrunde)           | nicht qualifiziert (1. Qualifikationsrunde)           | nicht qualifiziert (1. Qualifikationsrunde)           | nicht qualifiziert (1. Qualifikationsrunde)           |
| 1999 | nicht qualifiziert (3. Qualifikationsrunde)           | nicht qualifiziert (3. Qualifikationsrunde)           | nicht qualifiziert (3. Qualifikationsrunde)           | nicht qualifiziert (3. Qualifikationsrunde)           | nicht qualifiziert (3. Qualifikationsrunde)           | nicht qualifiziert (3. Qualifikationsrunde)           | nicht qualifiziert (3. Qualifikationsrunde)           |
| 2003 | nicht qualifiziert (3. Qualifikationsrunde)           | nicht qualifiziert (3. Qualifikationsrunde)           | nicht qualifiziert (3. Qualifikationsrunde)           | nicht qualifiziert (3. Qualifikationsrunde)           | nicht qualifiziert (3. Qualifikationsrunde)           | nicht qualifiziert (3. Qualifikationsrunde)           | nicht qualifiziert (3. Qualifikationsrunde)           |
| 2007 | nicht qualifiziert (3. Qualifikationsrunde)           | nicht qualifiziert (3. Qualifikationsrunde)           | nicht qualifiziert (3. Qualifikationsrunde)           | nicht qualifiziert (3. Qualifikationsrunde)           | nicht qualifiziert (3. Qualifikationsrunde)           | nicht qualifiziert (3. Qualifikationsrunde)           | nicht qualifiziert (3. Qualifikationsrunde)           |
| 2011 | nicht qualifiziert (3. Qualifikationsrunde)           | nicht qualifiziert (3. Qualifikationsrunde)           | nicht qualifiziert (3. Qualifikationsrunde)           | nicht qualifiziert (3. Qualifikationsrunde)           | nicht qualifiziert (3. Qualifikationsrunde)           | nicht qualifiziert (3. Qualifikationsrunde)           | nicht qualifiziert (3. Qualifikationsrunde)           |
| 2015 | nicht qualifiziert (Runde 3A: CONSUR Division A 2013) | nicht qualifiziert (Runde 3A: CONSUR Division A 2013) | nicht qualifiziert (Runde 3A: CONSUR Division A 2013) | nicht qualifiziert (Runde 3A: CONSUR Division A 2013) | nicht qualifiziert (Runde 3A: CONSUR Division A 2013) | nicht qualifiziert (Runde 3A: CONSUR Division A 2013) | nicht qualifiziert (Runde 3A: CONSUR Division A 2013) |
| 2019 | nicht qualifiziert (Runde 3A: CONSUR Division A 2017) | nicht qualifiziert (Runde 3A: CONSUR Division A 2017) | nicht qualifiziert (Runde 3A: CONSUR Division A 2017) | nicht qualifiziert (Runde 3A: CONSUR Division A 2017) | nicht qualifiziert (Runde 3A: CONSUR Division A 2017) | nicht qualifiziert (Runde 3A: CONSUR Division A 2017) | nicht qualifiziert (Runde 3A: CONSUR Division A 2017) |
| 2023 | Vorrunde                                              | 4                                                     | 0                                                     | 0                                                     | 4                                                     | 27:215                                                | 0                                                     |
| 2027 | noch ausstehend                                       | noch ausstehend                                       | noch ausstehend                                       | noch ausstehend                                       | noch ausstehend                                       | noch ausstehend                                       | noch ausstehend                                       |
| 2031 | noch ausstehend                                       | noch ausstehend                                       | noch ausstehend                                       | noch ausstehend                                       | noch ausstehend                                       | noch ausstehend                                       | noch ausstehend                                       |

### Südamerikameisterschaft
Seit der ersten Ausgabe 1951 nimmt Chile an sämtlichen Austragungen der Südamerikameisterschaft teil. Dabei konnte die Mannschaft einmal den Titel erringen, während sie zehn Mal den zweiten Platz belegte.
- Turniersiege (1): 2015

### Americas Rugby Championship
Chile nahm vier Mal an der seit 2009 durchgeführten Americas Rugby Championship (informell als „amerikanische Six Nations“ bekannt) teil und trifft dort auf die zweite Mannschaft Argentiniens, Brasilien, Kanada, Uruguay und die USA. Bei allen vier Teilnahmen erreichte es den sechsten Platz.

### Weitere Test Matches
Im Gegensatz zu anderen traditionellen Rugbynationen begab sich die Nationalmannschaft Chiles während der Amateurära nie auf Touren nach Übersee und beschränkte sich bis Mitte der 1990er Jahre auf Begegnungen in Südamerika. Hingegen war man mehrmals Gastgeber von durch Südamerika tourenden Nationalteams. Heute stehen für Test Matches gegen Teams anderer Kontinente jedes Jahr zwei Zeitfenster zur Verfügung. Bei den Mid-year Internationals im Juni kommen Nationalteams nach Chile, bei den End-of-year Internationals im November reisen die Chilenen nach Übersee (meist Europa). Im Gegensatz zu den vielen anderen Rugbynationen spielt Chile jedoch um keine besonderen Trophäen gegen seine Gegner.

## Spieler

### Aktueller Kader
Die folgenden Spieler bilden den Kader während der südamerikanischen Weltmeisterschaft 2027-Qualifikation:
| Spieler            | Position         | Verein       | Länderspiele |
| ------------------ | ---------------- | ------------ | ------------ |
| Lucas Berti        | Gedrängehalb     | Montpellier  | 03           |
| Juan Cruz Reyes    | Gedrängehalb     | Selknam      | 05           |
| Manuel Bustamante  | Gedrängehalb     | Chile Sevens | 0            |
| Rodrigo Fernández  | Verbinder        | Colorno      | 30           |
| Tomás Salas        | Verbinder        | Selknam      | 07           |
| Rodrigo Araya      | Innendreiviertel | Selknam      | 0            |
| Clemente Armstrong | Innendreiviertel | Selknam      | 02           |
| Matías Garafulic   | Innendreiviertel | Selknam      | 19           |
| Nicolás Saab       | Innendreiviertel | Selknam      | 02           |
| Santiago Videla    | Innendreiviertel | Miami Sharks | 36           |
| Cristóbal Game     | Außendreiviertel | Selknam      | 08           |
| Nicolás Garafulic  | Außendreiviertel | Selknam      | 27           |
| Federico Kennedy   | Außendreiviertel | Selknam      | 0            |
| Iñaki Ayarza       | Schlussmann      | Vannes       | 21           |
| Lucas Strabucchi   | Schlussmann      | Selknam      | 04           |

| Spieler             | Position             | Verein               | Länderspiele |
| ------------------- | -------------------- | -------------------- | ------------ |
| Diego Escobar       | Hakler               | Racing 92            | 13           |
| Salvador Lues       | Hakler               | Selknam              | 21           |
| Benjamín Moreno     | Hakler               | Selknam              | 0            |
| Norman Aguayo       | Pfeiler              | Selknam              | 03           |
| Javier Carrasco     | Pfeiler              | Selknam              | 30           |
| Matías Dittus       | Pfeiler              | Sarlat               | 32           |
| Baltazar Gurruchaga | Pfeiler              | Selknam              | 0            |
| Iñaki Gurruchaga    | Pfeiler              | Selknam              | 21           |
| Emilio Shea         | Pfeiler              | Selknam              | 0            |
| Javier Eissmann     | Zweite-Reihe-Stürmer | Agen                 | 30           |
| Santiago Pedrero    | Zweite-Reihe-Stürmer | Selknam              | 17           |
| Bruno Sáez          | Zweite-Reihe-Stürmer | Selknam              | 05           |
| Augusto Villanueva  | Zweite-Reihe-Stürmer | Selknam              | 0            |
| Alfonso Escobar     | Flügelstürmer        | Selknam              | 28           |
| Raimundo Martínez   | Flügelstürmer        | Selknam              | 22           |
| Joaquin Milesi      | Flügelstürmer        | Selknam              | 06           |
| Clemente Saavedra   | Flügelstürmer        | Selknam              | 32           |
| Santiago Valenzuela | Flügelstürmer        | Universidad Católica | 01           |

### Bekannte Spieler
Zwei ehemalige chilenische Spieler wurden aufgrund ihrer herausragenden Leistungen in die World Rugby Hall of Fame aufgenommen:
| Spieler         | Position         | Aufnahme |
| --------------- | ---------------- | -------- |
| Donald Campbell | Innendreiviertel | 2012     |
| Ian Campbell    | Innendreiviertel | 2012     |

### Spielerstatistiken
Nachfolgend sind die wichtigsten Statistiken aufgelistet, die Spieler Chiles betreffen. Die mit * markierten Spieler sind noch aktiv und können sich weiter verbessern.
(Stand: Dezember 2024)
| Rang | Name              | Zeitraum  | Spiele |
| ---- | ----------------- | --------- | ------ |
| 01   | José Larenas      | 2012–2023 | 50     |
| 02   | Benjamin Madrigal | 2012–2019 | 43     |
| 03   | Tomás Dussaillant | 2016–2023 | 40     |
| 04   | Ignacio Silva *   | 2010–2024 | 38     |
| 05   | Martín Sigren *   | 2016–2024 | 37     |
| 06   | José Williams     | 2012–2019 | 34     |
| 07   | Ignacio Aninat    | 2010–2021 | 34     |
| 08   | Nikola Bursic     | 2013–2021 | 30     |
| 09   | Beltran Sandoval  | 2016–2019 | 29     |
| 10   | Mario Recordon    | 2014–2018 | 28     |

| Rang | Name                | Zeitraum  | Punkte |
| ---- | ------------------- | --------- | ------ |
| 01   | Javier Valderrama   | 2008–2015 | 239    |
| 02   | Tomás Vergara       | 2016–2019 | 130    |
| 03   | Santiago Videla *   | 2017–2024 | 116    |
| 04   | Matías Torrico      | 2014–2017 | 104    |
| 05   | Francisco Moller    | 2011–2019 | 073    |
| 06   | Rodrigo Fernández * | 2016–2024 | 057    |
| 07   | José Larenas        | 2012–2023 | 055    |
| 08   | Italo Penaloza      | 2014–2018 | 040    |
| 09   | Benjamin Madrigal   | 2012–2019 | 035    |
| 10   | Martín Sigren *     | 2016–2024 | 030    |

| Rang | Name                   | Zeitraum  | Versuche |
| ---- | ---------------------- | --------- | -------- |
| 01   | José Larenas           | 2012–2023 | 11       |
| 02   | Italo Penaloza         | 2014–2018 | 08       |
| 03   | Felipe Valdivia        | 2010–2017 | 08       |
| 04   | Rodrigo Fernández *    | 2016–2024 | 08       |
| 05   | Tomás Vergara          | 2016–2019 | 07       |
| 06   | Benjamin Madrigal      | 2012–2019 | 07       |
| 07   | Santiago Videla *      | 2017–2024 | 07       |
| 08   | Julio Blanc            | 2019–2019 | 05       |
| 09   | Nikola Milasevicius    | 2013–2021 | 04       |
| 10   | Francisco de la Fuente | 2008–2018 | 04       |

## Trainer

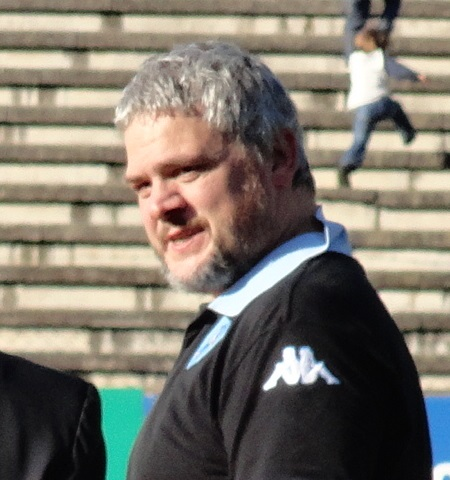
Pablo Lemoine (2015)

Folgende Personen waren Trainer der chilenischen Nationalmannschaft:
| Name              | Jahre     |
| ----------------- | --------- |
| Jorge Navesi      | 2002–2006 |
| Cristian Iga      | 2007      |
| Gonzolo Balbontin | 2007      |
| Daniel Graco      | 2008–2012 |
| Omar Turcumán     | 2012–2014 |
| Paul Healy        | 2014–2015 |
| Elías Santillán   | 2016      |
| Bernard Charreyre | 2016–2017 |
| Omar Turcuman     | 2017      |
| Mark Cross        | 2017–2018 |
| Pablo Lemoine     | seit 2018 |